# Claude Le Marguet
Pour les articles homonymes, voir Marguet.
Claude Le Marguet est un journaliste et écrivain né Louis Marie Marguet à Lyon le 24 septembre 1868 et mort dans la même ville le 20 juin 1933. Il a écrit aussi sous le pseudonyme de Marc Le Guet.

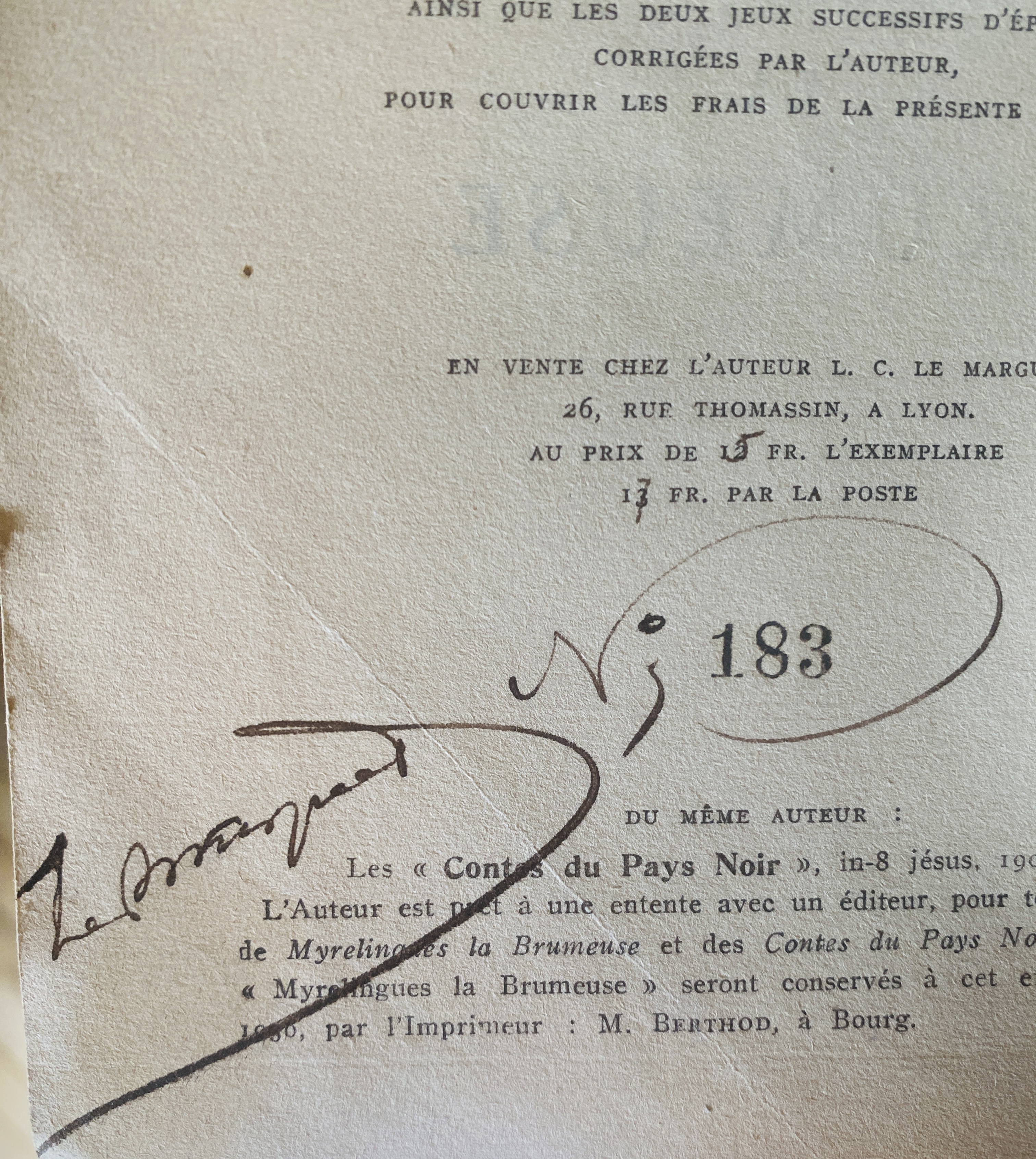
Myrzlingue la brumeuse ou Lyon en 1536

## Biographie
Son père était sous-officier et sa mère domestique. Il a longuement travaillé comme journaliste à Saint-Étienne, ville qui lui inspire un recueil de nouvelles, Les Contes du pays noir, publié en 1908. Il est principalement connu pour son roman historique Myrelingues la brumeuse ou l'An 1536 à Lion sur le Rosne (Lyon, 1930), qui obtint le prix Maillé-Latour-Landry de l’Académie française en 1930 et le prix littéraire des Amis de Lyon en 1933 et fut réédité deux fois ensuite.

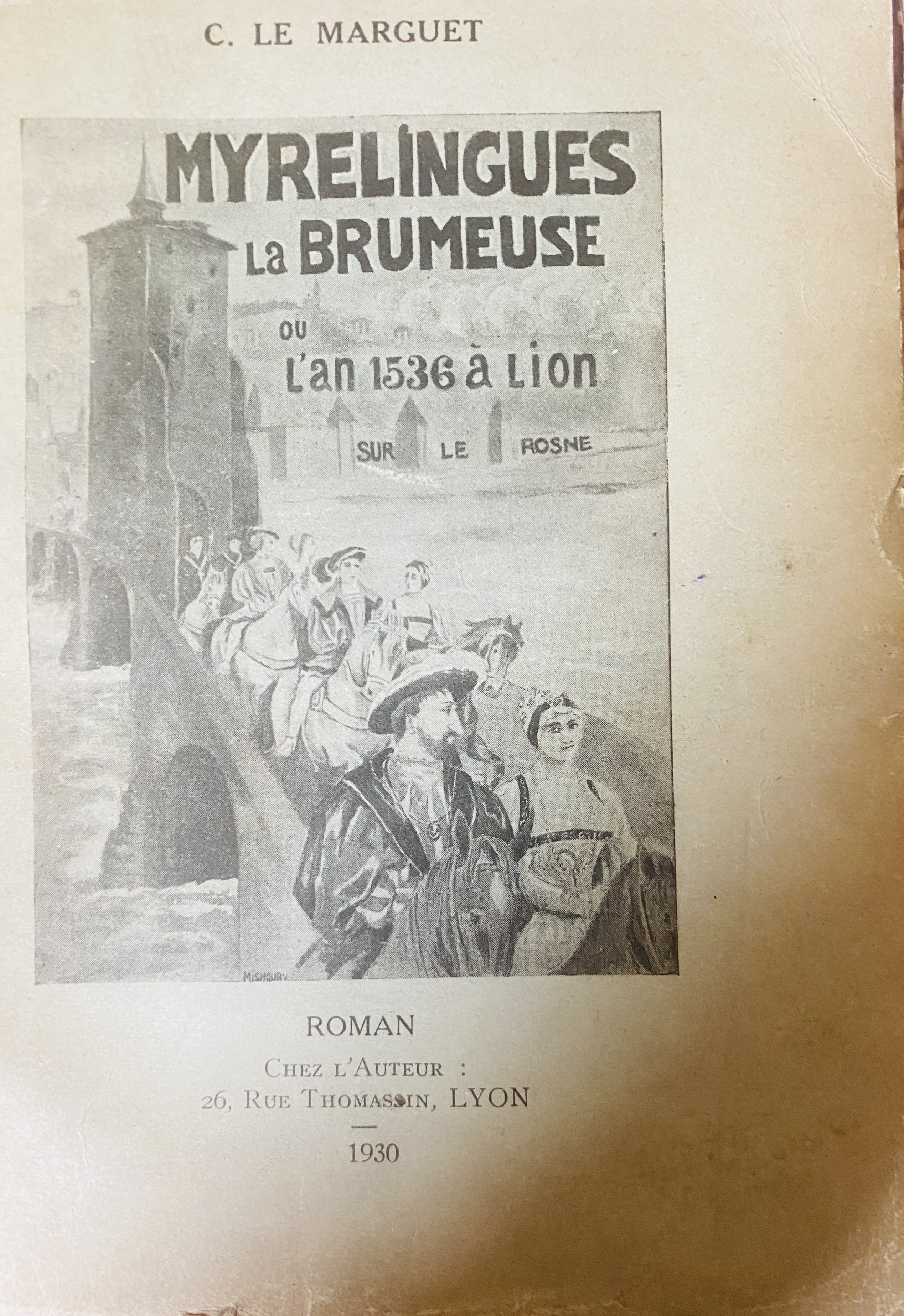
Myrelingue la brumeuse ou l'an 1536 à Lyon.

Georges Montagnier lui dédia son roman Noune de Lyon en 1935 « en souvenir reconnaissant de celui qui fut le délicat ami des lettres, le grand penseur, l'ironique et plaisant animateur de la vie et le bon Lyonnais ».
Il est enterré au cimetière de Loyasse.

## Publications
- 1908 : Les Contes du Pays noir (Marc Le Guet), Excelsior, 1908[5]
- 1930 : Myrelingues la brumeuse ou L'an 1536 à Lion sur le Rosne, réédition Brignais : Éd. des Traboules, 2004[6],[7]
- 1935 : C.O.² ou le dernier combat de Samson et Dalila, roman, Lyon : Tallins, 1935[8]

## Note
1. ↑  Acte de décès (avec date et lieu de naissance) à Lyon 2e, n° 1397, vue 7/140.
2. ↑  « Les Contes du pays noir », L'Est républicain,‎ 19 novembre 1908, p. 5 (lire en ligne)
3. ↑  Myrelingues est un mot inventé par François Rabelais qui signifie « mille langues ». Il désigne par métonymie la ville de Lyon, par allusion à tous les patois et à tous les dialectes qui s'y parlaient lors des foires annuelles de la Renaissance.
4. ↑  (fr) « La Nouvelle lanterne - 1933 », sur gallica.bnf.fr.
5. ↑  (fr) « Les contes du Pays noir », sur www.worldcat.org.
6. ↑  (fr) « Myrelingues la brumeuse ou L'an 1536 à Lion sur le Rosne », sur www.worldcat.org.
7. ↑  (fr) (BNF 39273644).
8. ↑  (fr) « C.O.² ou le dernier combat de Samson et Dalila », sur www.worldcat.org.